# Desa Poko (administrativ by i Indonesien, lat -8,23, long 111,04)
Desa Poko är en administrativ by i Indonesien.   Den ligger i provinsen Jawa Timur, i den västra delen av landet, 500 km öster om huvudstaden Jakarta.